# Ali Pakdaman
Seyed Ali Pakdaman Esmaeilzadeh (in persiano سید علی پاکدامن اسماعیل‌زاده‎; 23 agosto 1990) è uno schermidore iraniano, specializzato nella sciabola.

## Palmarès
- Giochi asiatici

Incheon 2014: argento nella sciabola a squadre.
- Campionati asiatici

Wakayama 2012: bronzo nella sciabola a squadre.
Shanghai 2013: argento nella sciabola a squadre.
Suwon City 2014: bronzo nella sciabola individuale e nella sciabola a squadre.
Singapore 2015: argento nella sciabola a squadre.
Wuxi 2016: argento nella sciabola individuale.
Hong Kong 2017: argento nella sciabola individuale e bronzo nella sciabola a squadre.
Bangkok 2018: argento nella sciabola a squadre e bronzo nella sciabola individuale.